# Ravensberger Straße 6 (Stralsund)
Das Haus mit der postalischen Adresse Ravensberger Straße 6 ist ein unter Denkmalschutz stehendes Gebäude in der Ravensberger Straße im Stadtgebiet Altstadt in Stralsund.

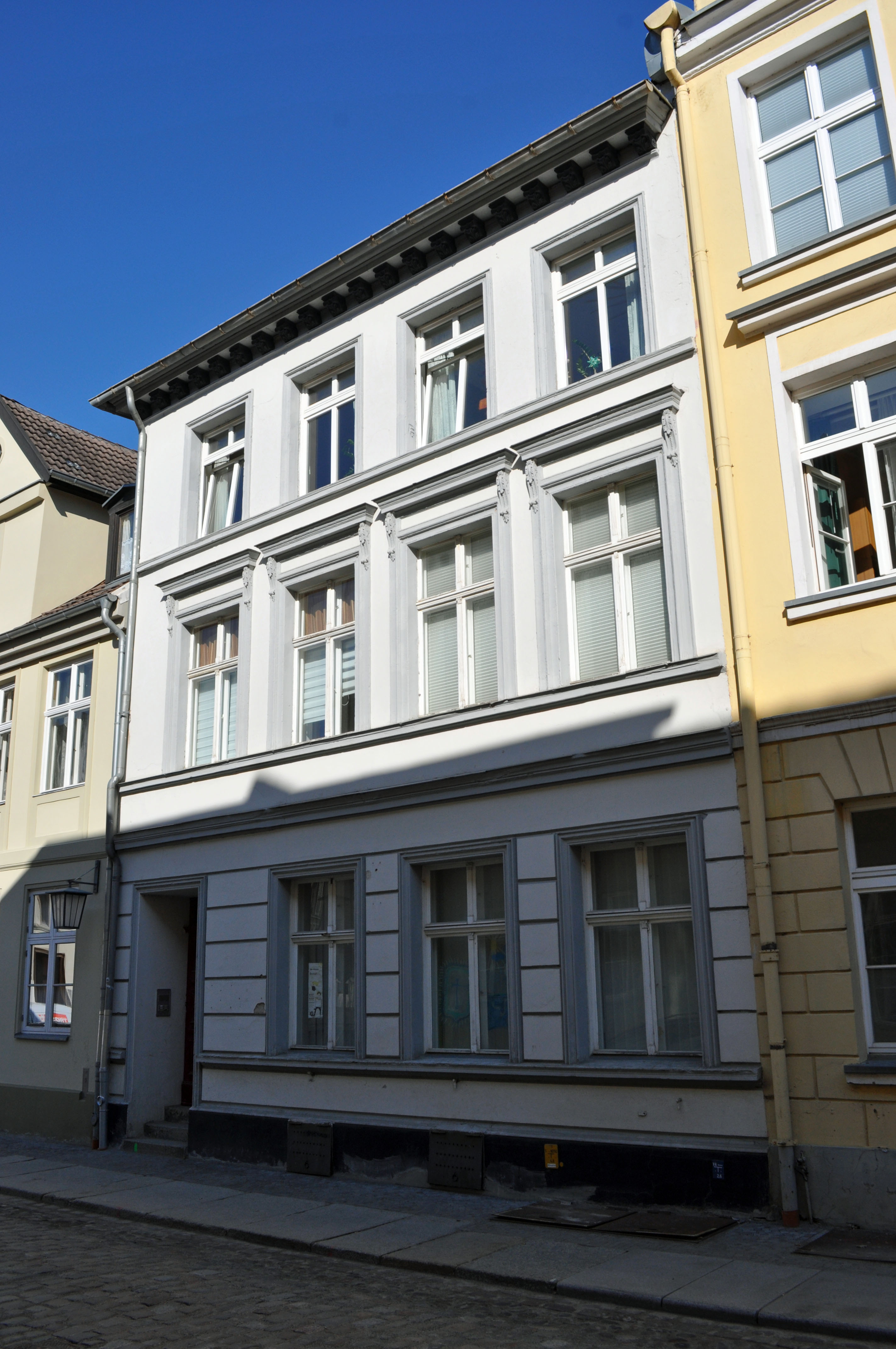
Das Haus Ravensburger Straße 6 in Stralsund (2012)

Das dreigeschossige, vierachsige Haus wurde um das Jahr 1870 errichtet. Die Fassade ist verputzt. Das Gebäude ist im Stil des Spätklassizismus gehalten. Die Fassade ist durch Gesimse getrennt. Das Erdgeschoss weist Putzbänderung auf, das erste Obergeschoss Fensterverdachungen auf Konsolen. Ebenfalls auf Konsolen ruht das Traufgesims.
Das Haus liegt im Kerngebiet des von der UNESCO als Weltkulturerbe anerkannten Stadtgebietes des Kulturgutes „Historische Altstädte Stralsund und Wismar“. Es ist in die Liste der Baudenkmale in Stralsund eingetragen.